# Robert de la Sizeranne
Robert de la Sizeranne, né à Tain-l'Hermitage dans la Drôme le 28 avril 1866 et mort à Paris le 14 septembre 1932, est un critique d'art et écrivain français.

## Biographie
Après des études au collège de Vaugirard  et une licence en droit, Robert de la Sizeranne devient avocat à Paris.
En 1893, il publie Le Référendum communal, préfacé par Paul Deschanel, chef du parti des républicains progressiste.
À partir de cette date, il publie de nombreux articles dans la Revue des deux mondes essentiellement consacrés à la peinture et aux beaux-arts.
Avec son livre Ruskin et la religion de la beauté, publié en 1897, il diffuse les idées de John Ruskin en France.
L’Académie française lui décerne le prix Bordin en 1896 pour La peinture anglaise contemporaine et le prix Vitet en 1909.
Il est domicilié au no 9 avenue de Breteuil à Paris.

## Distinctions
- Chevalier de la Légion d'honneur (décret du 12 octobre 1921)[3].

## Œuvres
- Ruskin et la religion de la beauté, (1897)
- Le miroir de la vie, essais sur l'évolution esthétique, (1902) ; Rééd. 2011, Biro & Cohen, avec préface de Louis Gillet
- La Peinture anglaise contemporaine, Hachette, 1904.
- Les Questions esthétiques contemporaines, Hachette , 1904
- Le préraphaélisme, Édition : New York ; [Paris] : Parkstone international
- L’Art pendant la Guerre 1914-1918, (1919)
- La Photographie est-elle un art ?, Paris, Hachette, 1899, 50 p..
- Les Masques et les visages à Florence et au Louvre, Hachette, 1920
- Ruskin, pages choisies  (préf. Robert de la Sizeranne), Paris, Hachette, 1911, 266 p. (lire en ligne)

Articles publiés dans la Revue des Deux Mondes
- « L'anachronisme dans l'art », 1894
- « Le Peintre de l’Engadine - Giovanni Segantini » (mars 1898)
- « La Religion de la beauté », 1895-1897
- « Degas et l’impressionnisme », 1er novembre 1917, p. 36-56.
- « César Borgia à Urbino », I (1er avril 1918), II (15 avril 1918), III (1er mai 1918).

Articles publiés dans L'Illustration
- « Fragonard improvisateur », L'Illustration,‎ décembre 1910, p. 25-30 (lire en ligne).
- « L'Automne à Versailles », L'Illustration,‎ décembre 1911, p. 41-46 (lire en ligne).
- « La collection Wallace », L'Illustration,‎ décembre 1912, p. 39-49 (lire en ligne).